# 鲍里斯·斯涅特科夫
鲍里斯·瓦西里耶维奇·斯涅特科夫（俄语：Борис Васильевич Снетков，1925年2月27日—2006年9月18日），苏联军事领导人。1986年晋升大将。历任列宁格勒军区司令、苏军驻德集群司令。

## 生平
1925年2月27日出生于萨拉托夫，毕业于普加喬夫第二中学。

### 战火岁月
1942年参加苏联红军。1943年10月毕业于基辅第二自行火炮学校，赴苏德战争前线战斗，在乌克兰第1方面军第38集团军近卫独立突击坦克第9团SU-152自行火炮排服役，参加基輔戰役，11月25日在羅日夫以西的一次战斗中摧毁了德军1辆虎式坦克和2门火炮。因此在12月12日荣获1枚红星勋章。随后参加日托米尔-别尔迪切夫和科爾遜-契爾卡塞战役。1944年1月26日在利波韋茨-罗索谢山路遭遇了一个由20辆德国坦克组成的纵队。他率先击毁敌先头坦克，总共摧毁敌方3辆坦克，其中1辆为虎式。因此在2月2日荣获1枚一级卫国战争勋章。
1944年2月，他所在的第9团被改编为近卫重型自行火炮第395团，配备了升级后的ISU-152。同年6月返回前线，成为白俄罗斯第3方面军的一部分。6月下旬，他参加了对白俄罗斯的进攻行动。在博古谢夫斯克一带的战斗中，一共击毁德军1辆自行火炮、2个炮兵阵地和2门反坦克炮而在7月10日荣获第二枚红星勋章。同年秋，他还参加了波羅的海和贡宾嫩战役。
1945年1月，参加東普魯士攻勢。战斗期间，他负责协调自行火炮的走位，经常冒着战火亲自传达作战命令。1月15日，有一组火炮分队的通信设备失灵，导致所在炮台失联。他冒着生命危险亲自找到炮台并传达作战指令，因此在2月20日荣获1枚勇敢奖章。随后他还参加了柯尼斯堡和萨姆兰战役。1945年4月下旬，在皮劳因摧毁1辆自行火炮、9门火炮、8个炮兵阵地、1座迫击炮台、15个机枪火力点而在5月6日荣获1枚二级卫国战争勋章。
歐洲戰場結束后，他所在的395团被调至远东第一方面军，参加对日作战，担任团情报参谋。8月8日至9月3日，该团在红旗第5集团军编成内参加了满洲国战役。9月8日因在侦察情报方面的贡献而荣获1枚一级卫国战争勋章。

### 冷战时期
1946年至1950年，任某团主管作战的副参谋长。1953年毕业于装甲兵军事学院，历任团参谋长、师作战部长、坦克团团长。1965年至1966年，任师参谋长。1968年毕业于总参谋部军事学院，任基辅军区近卫坦克第17师师长。1971年5月调至苏军驻德集群，任突击第3集团军参谋长兼第一副司令。1973年8月，任近卫坦克第1集团军司令。1975年7月，任苏军驻德集群第一副司令。1979年1月，任西伯利亚军区司令。1981年11月，任列宁格勒军区司令。1986年晋升大将。1987年11月，任苏军驻德集群司令。1989年3月，在苏联人民代表大会代表选举中，斯涅特科夫落选，而同选区的一名改革派中校则当选。1989年12月，斯涅特科夫因拒绝从东德撤军，而被以火箭弹失窃、管理混乱的名义调离。1991年1月转入国防部总监察组。1992年5月退役。
斯涅特科夫是苏联共产党中央委员会候补委员（1986年－1990年），第十、十一届苏联最高苏维埃代表（1979年－1989年）。

2006年9月18日逝世，葬于特罗耶库罗夫公墓。

## 军衔
- 装甲兵少将（1970年4月29日）
- 装甲兵中将（1974年5月8日）
- 上将（1978年5月5日）
- 大将（1986年5月7日）